# Daron Malakian
Daron Malakian (Los Ángeles, 18 de julio de 1975) es un músico estadounidense de origen armenio, conocido por ser el guitarrista, compositor, segunda voz y cofundador de la banda de rock System of a Down. Malakian también es el vocalista, guitarrista, compositor y fundador de la banda Scars on Broadway. 
Malakian ocupa el puesto 47 en la lista de Loudwire de los «50 mejores guitarristas de Hard Rock + Metal de todos los tiempos» y el número 11 en la encuesta de MusicRadar «Los 20 mejores guitarristas de metal de todos los tiempos». Ocupa el puesto 30 en la lista de Guitar World de «Los 100 mejores guitarristas de heavy metal de todos los tiempos».

## Primeros años
Daron nació el 18 de julio de 1975, en Hollywood. Hijo único de Vartan y Zepur Malakian, ambos iraquíes de ascendencia armenia. A muy temprana edad, Daron se interesó por el heavy metal, gracias a que su primo tocó una grabación de Kiss cuando solo tenía 4 años. Daron empezó escuchando a AC/DC, Kiss, Def Leppard, Aerosmith, Scorpions,Motley Crue, Twisted Sister, Van Halen, Iron Maiden, Judas Priest, Motörhead, Black Sabbath, W.A.S.P., Guns N Roses Ozzy Osbourne, Dio, Helloween, Yngwie Malmsteen entre otros. Él siempre quiso tocar la batería, pero su padre le dio una guitarra instantáneamente, y no una batería por el hecho de que una batería no podía apagarse. Decidieron por comprar una guitarra y un amplificador. En su adolescencia, cambió sus ritmos musicales a un metal más pesado como el de Slayer, Megadeth, Metallica, Exodus, Anthrax, Pantera, Overkill, Kreator, Destruction, Sodom,Venom, Sepultura,Mercyful Fate, Death, Obituary, Morbid Angel, Bathory, Darkthrone, Deicide y Cannibal Corpse. A sus 17 años tuvo una influencia muy marcada por The Beatles y Peter, Paul and Mary algo muy importante para su desarrollo como compositor.

## System of a Down

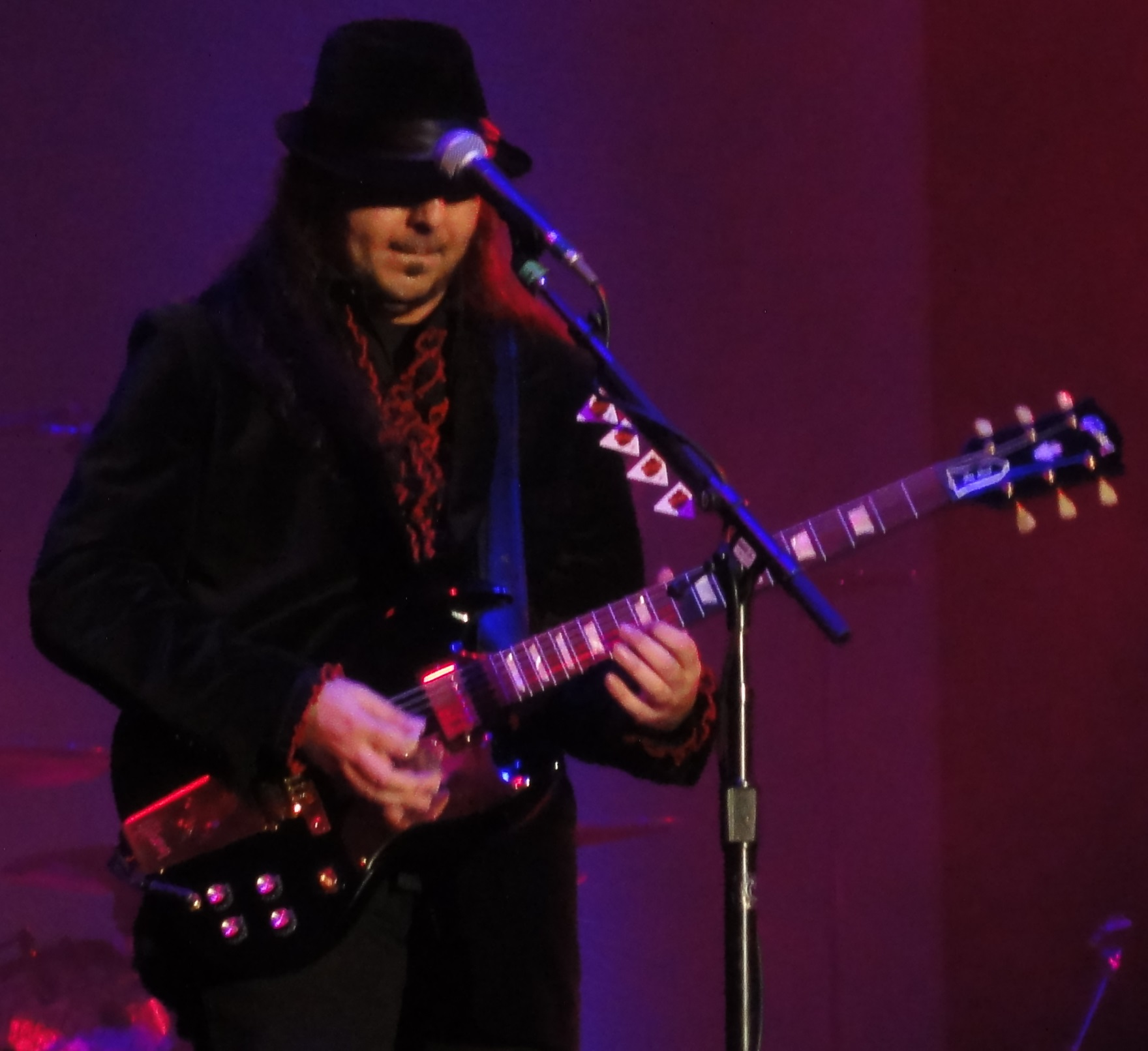
Daron Malakian con System of a Down en vivo.

Malakian y Serj Tankian asistieron al colegio Rose and Alex Pilibos Armenian School, aunque, dada su diferencia de edad, no se conocieron hasta 1992, cuando, en proyectos distintos, compartían estudio de grabación. Formaron una nueva banda llamada Soil con Dave Hakopyan al bajo y Domingo "Dingo" Laranio a la batería. Shavo Odadjian fue su mánager y guitarrista rítmico ocasional. 
En 1994, tras solo un concierto, y la grabación de una Jam Session, Hakopyan y Laranio decidieron abandonar la agrupación porque no le veían ningún futuro. 
Después de separarse, Tankian, Odadjian, y Malakian formaron una nueva banda, la cual tendría como nombre «Victims of a Down» por un poema escrito por Malakian, pero luego se decidió cambiar la palabra «Victims» por «System». Su baterista, Andy, tuvo que alejarse de la banda debido a una cirugía en su mano, siendo reemplazado por John Dolmayan.
Malakian grabó cinco álbumes con System of a Down: System of a Down (1998), Toxicity (2001), Steal This Album! (2002), Mezmerize (2005), e Hypnotize (2005).
También ha compuesto la mayoría de la música de System of a Down, además de varias de sus letras.

## Scars on Broadway
Después del receso que se dio con sus compañeros de System of a Down en 2006, Malakian anunció su nueva banda y proyecto llamado «Scars on Broadway», junto a John Dolmayan como miembro en un principio, junto a los músicos Danny Shamon en los teclados, Dominic Cifarelli en el bajo y Franky Perez en guitarra y coros en actuaciones en vivo. El grupo lanzó un álbum homónimo en 2008, que incluía el sencillo «They Say». 
A finales de 2008, la banda entró en un hiato, con Malakian citando una falta de entusiasmo y «su corazón no estaba en gira», como las principales razones. A pesar de reformar con varios cambios de integrantes en 2010 y 2012, Malakian anunció un segundo álbum y un avance de la canción «Guns are Loaded», pero la banda volvió a cesar en 2013. 
En abril de 2018, Daron Malakian anunció la reanudación de la banda con un álbum llamado Dictator.
En junio de 2025, se anunció el tercer álbum Addicted to the Violence, publicado el 18 de julio del mismo año.

## Vida privada
A comparación de los otros integrantes de System of a Down, Malakian no está casado y tampoco tiene hijos. En una entrevista para Kerrang en 2019, reveló que estaba teniendo una relación sentimental con Gayané Khechoomian.
Su padre Vartan Malakian, es un pintor y bailarín, mientras que su madre Zepur, es una escultora que enseñó su profesión a nivel universitario al principio de su carrera.
Malakian es fanático de los Edmonton Oilers, de Los Angeles Kings, y de Los Angeles Dodgers.

## Discografía

### System of a Down
- 1998: System of a Down
- 2001: Toxicity
- 2002: Steal This Album!
- 2005: Mezmerize
- 2005: Hypnotize

### Scars on Broadway
- 2008: Scars on Broadway
- 2018: Dictator
- 2025: Addicted to the Violence

## Colaboraciones
| Año  | Artista                                                          | Canción            | Motivo/Evento                                        |
| ---- | ---------------------------------------------------------------- | ------------------ | ---------------------------------------------------- |
| 2000 | Metallica junto a Daron Malakian                                 | "One"              |                                                      |
| 2000 | Metallica junto a Daron Malakian                                 | "Mastertarium"     | En vivo                                              |
| 2001 | Rammstein                                                        |                    | Daron remplazó a Paul Landers durante una gira       |
| 2003 | Ambulance junto a Daron Malakian                                 | "Stop"             | En vivo                                              |
| 2003 | Metallica junto a Daron Malakian y Shavo Odadjian                | "Creeping Death"   | Reading Festival 2003                                |
| 2009 | Deftones junto a Daron Malakian, Shavo Odadjian y otros artistas | Aerials y Toxicity | Show a beneficio del bajista de Deftones, Chi Cheng. |
| 2009 | Deftones junto a Daron Malakian, Shavo Odadjian y otros artistas | "Battery"          |                                                      |
| 2010 | Cypress Hill junto a Daron Malakian                              | "Trouble Seeker"   | En el disco Rise Up                                  |
| 2011 | Jacob Armen junto a Daron Malakian                               | "Rome"             | "When Drums Conduct!"                                |
| 2014 | Linkin Park junto a Daron Malakian                               | "Rebellion"        | The Hunting Party                                    |

## Premios y nominaciones
System of a Down ha sido nominado a cuatro Premios Grammy, de los cuales ha ganado una en 2006 a la Mejor Interpretación de Hard Rock por la canción B.Y.O.B..
Premios Grammy
| Año  | Nominado     | Galardón                          | Resultado | Ref. |
| ---- | ------------ | --------------------------------- | --------- | ---- |
| 2002 | "Chop Suey!" | Mejor Interpretación Metal        | Nominado  |      |
| 2003 | "Aerials"    | Mejor Interpretación de Hard Rock | Nominado  |      |
| 2006 | "B.Y.O.B."   | Mejor Interpretación de Hard Rock | Ganador   |      |
| 2007 | "Lonely Day" | Mejor Interpretación de Hard Rock | Nominado  |      |